# WWE Superstars
WWE Superstars — это телевизионная программа о рестлинге, созданная WWE, которая первоначально транслировалась на канале WGN America в США, а затем стала транслироваться на WWE Network. Она дебютировала 16 апреля 2009 года и завершила свое местное вещание 7 апреля 2011 года. После окончания местного телевещания шоу перешло в формат интернет-трансляции, сохранив при этом традиционное телевещание на международных рынках. В шоу участвовали суперзвезды WWE среднего и начального уровня в формате, похожем на бывшие шоу Heat и Velocity, которые служили той же цели. В самом начале шоу в нём участвовали такие знаменитости, как Джон Сина, Рэнди Ортон, Гробовщик и Трипл Эйч.
28 ноября 2016 года было объявлено, что Superstars будет закрыто и заменено на WWE 205 Live. WWE Main Event будет служить дополнительным шоу.

## История шоу
19 декабря 2008 года, WWE и WGN America заключили соглашение о создании нового часового шоу под названием WWE Superstars, которое вышло в эфир в апреле 2009 года. Шоу представляло суперзвезд WWE со всех брендов. Позже в этом же году, компания WGN выпустила пресс-релиз, в котором сообщалось о переносе шоу на другое время. С тех пор WWE Superstars вещалось по четвергам вечером, в 8ET/7CT (или 4 утра по московскому времени). Повторы показывались по воскресеньям в полдень всё по тому же WGN America и (до 2010 года) по WGN-TV. Тем не менее, повторы были сняты с эфира для устранения нелегального распространения шоу с канадских фан-сайтов. Дебют шоу совершило 16 апреля 2009 года.
17 марта 2011 года, WGN America сообщила об отказе продления контракта с WWE на показ WWE Superstars и объявила дату последнего шоу — 7 апреля 2011 года. Сообщалось, что шоу попросту не оправдало ожиданий. Как бы то ни было, WWE не перестало выпускать шоу — на WWE.com шоу продолжило свою жизнь и вещалось с 14 апреля 2011 года до 22 сентября 2011 года — в этот день шоу было удалено с сайта вследствие маленькой аудитории. Шоу всё ещё показывалось на международном телевидении. Позже, 5 октября, комментатор WWE Superstars Скотт Стэнфорд объявил через Твиттер о возвращении шоу 6 октября 2011 года. Скотт сказал и о времени вещания — шоу стало выходить по четвергам в 4ET/3CT/1PT (полночь по московскому времени). WWE NXT вследствие этого перенесли на среду, время было таким же, как и у WWE Superstars.
Начиная с 29 декабря 2011 года, шоу стало выходить на официальном канале WWE на YouTube.

## Шоу

Оформление выхода к рингу (2012-наст. время)

Музыкальной темой для шоу является песня «Invincible», исполняемая группой Adelitas Way. WWE Superstars использует такое же оформление рампы, как Raw и SmackDown. Несмотря на то, что WWE выпускает свои шоу в разные дни, некоторые из них записываются раньше дня вещания. Такими шоу являются SmackDown (записывается во вторник, показывается в пятницу), NXT (записи ведутся порой на месяц вперед) и, соответственно, Superstars (в этом случае записи матчей ведутся до и во время проведения Raw и SmackDown, а показываются в четверг). Особенность записи матчей в разные дни отражается на цветах канатов: они могут быть синими, если записываются на SmackDown, белыми (ранее — красными) для Raw. Был ещё и серый цвет канатов — в матчах ныне несуществующего ECW.
Такие разновидности были устранены с выходом нового шоу WWE Main Event 3 октября 2012 года (вещается шоу на Ion Network) и переносом записей исключительно на понедельники, в день записей Raw — во вторник, «день SmackDown», будут записываться матчи нового шоу. Первая запись Superstars по новым правилам была проведена 1 октября 2012 года.

## Международное вещание
В дополнение к вещанию в США, WWE.com транслировало шоу WWE Superstars во многих других странах.
| Страна                   | Телеканал                 | Прим.  |
| ------------------------ | ------------------------- | ------ |
| Австралия                | Fox8                      | [ 14 ] |
| Алжир                    | MBC                       | [ 15 ] |
| Бахрейн                  | MBC                       | [ 16 ] |
| Великобритания           | Sky1                      | [ 17 ] |
| Джибути                  | MBC                       | [ 18 ] |
| Доминиканская Республика | Antena Latina             | [ 19 ] |
| Египет                   | MBC, Abu Dhabi Sport 6    | [ 20 ] |
| Индия                    | Ten Sports                | [ 21 ] |
| Италия                   | Sky Sport 2               | [ 22 ] |
| Иордан                   | MBC                       | [ 23 ] |
| Малайзия                 | Astro Super Sport, TV9    | [ 24 ] |
| Марокко                  | MBC                       | [ 25 ] |
| ОАЭ                      | MBC, Abu Dhabi Sport 6 HD | [ 26 ] |
| Панама                   | RPC Canal 4               | [ 27 ] |
| Португалия               | Sport TV                  | [ 28 ] |
| Пуэрто-Рико              | Telemundo                 | [ 29 ] |
| Румыния                  | Sport.ro                  | [ 30 ] |
| Сингапур                 | SuperSports Arena         | [ 31 ] |
| Филиппины                | Studio 23                 | [ 32 ] |
| Франция                  | RTL9                      | [ 33 ] |
| Чад                      | MBC                       | [ 34 ] |